# 콜롬비아의 주

콜롬비아의 행정 구역

콜롬비아는 32개의 주(departamento)와 주와 동격인 1개 수도 지역으로 이루어져 있다. (수도 보고타 시는 쿤디나마르카 주의 주도이기도 하다) 주는 자치시(municipality)로 이루어져 있다. 각 자치시에는 지방 의석이 하나씩 할당되며, 자치시는 코레히미엔토(corregimiento)로 이루어져 있다. 각 주는 고유의 지방 정부를 두며, 주 지사와 주 의회는 직선제로 임기는 2년이다. 각 자치시는 시장과 의회를 두며, 각 코레히미엔토에는 지역 행정관인 코레히도르(corregidor)가 있다.
|    | 주                            | 주도             |
| 1  | 아마소나스 주                 | 레티시아         |
| 2  | 안티오키아                    | 메데인           |
| 3  | 아라우카 주                   | 아라우카         |
| 4  | 아틀란티코 주                 | 바랑키야         |
| 5  | 볼리바르 주                   | 카르타헤나       |
| 6  | 보야카 주                     | 퉁하             |
| 7  | 칼다스 주                     | 마니살레스       |
| 8  | 카케타 주                     | 플로렌시아       |
| 9  | 카사나레 주                   | 요팔             |
| 10 | 카우카 주                     | 포파얀           |
| 11 | 세사르 주                     | 바예두파르       |
| 12 | 초코 주                       | 키브도           |
| 13 | 코르도바 주                   | 몬테리아         |
| 14 | 쿤디나마르카 주               | 보고타           |
| 15 | 과이니아 주                   | 인리다           |
| 16 | 과비아레 주                   | 산호세델과비아레 |
| 17 | 우일라 주                     | 네이바           |
| 18 | 라과히라 주                   | 리오아차         |
| 19 | 마그달레나 주                 | 산타마르타       |
| 20 | 메타 주                       | 비야비센시오     |
| 21 | 나리뇨 주                     | 파스토           |
| 22 | 노르테 데 산탄데르            | 쿠쿠타           |
| 23 | 푸투마요 주                   | 모코아           |
| 24 | 킨디오 주                     | 아르메니아       |
| 25 | 리사랄다 주                   | 페레이라         |
| 26 | 산안드레스 이 프로비덴시아 주 | 산안드레스       |
| 27 | 산탄데르 주                   | 부카라망가       |
| 28 | 수크레 주                     | 신셀레호         |
| 29 | 톨리마 주                     | 이바게           |
| 30 | 바예델카우카 주               | 칼리             |
| 31 | 바우페스 주                   | 미투             |
| 32 | 비차다 주                     | 푸에르토카레뇨   |
| 33 | 보고타 (수도 지역)            | 보고타           |